# Mariette Rousseau
Pour les articles homonymes, voir Rousseau.
Mariette Rousseau, née Marie-Sophie Hannon le 20 mars 1850 à Ixelles et morte le 14 janvier 1926 dans cette même commune, est une mycologue autodidacte belge qui a participé à la description de plus de 200 nouveaux taxons fongiques. Elle est connue également pour avoir tenu, avec son époux, le professeur Ernest Rousseau, un salon très en vue et pour avoir été une proche du peintre James Ensor.

## Biographie
Fille de Pauline Durselin et du médecin et botaniste Joseph-Désiré Hannon, elle est la sœur du poète et peintre Théo Hannon (1851-1916) et du photographe Édouard Hannon (1853-1931).
Enfant, elle s'intéresse aux sciences naturelles et particulièrement à la botanique qu'elle apprend avec son père. Après ses études, Mariette est envoyée en pension dans une famille en Allemagne où elle apprend la langue ainsi que l'anglais et la musique avant de devenir professeur de français. De retour en Belgique en 1871, elle y épouse, le 3 juillet 1871, Ernest Rousseau (1831-1908), professeur de physique à l'Université libre de Bruxelles, de près de 20 ans son aîné, ami de son père décédé un an auparavant et qui était devenu le tuteur des trois jeunes Hannon. L'année suivante, nait Ernest-Joseph Rousseau (1872-1920) qui deviendra médecin et zoologiste.
Dans leur maison construite par l'architecte Jules Brunfaut et située au 20 de la rue Vautier,, les époux Rousseau tiennent un salon de conversation qui attire artistes, savants et politiques : l'écrivain Camille Lemonnier, le socialiste Édouard Anseele, les mycologues Elias Magnus Fries et Pier Andrea Saccardo, le géographe anarchiste Élisée Reclus, le professeur puis député Hector Denis, le lieutenant-général Gérard Leman... Théo et Édouard, les frères de Mariette, fréquentent la maison et cette élite intellectuelle et y amènent leurs amis, tout comme la nièce d'Ernest, l'auteure Blanche Rousseau. Vers 1880, Théo présente le peintre James Ensor (1860-1949) aux Rousseau qui deviennent alors une seconde famille pour le jeune artiste : ils l'encouragent, lui achètent des œuvres tout en les lui prêtant pour ses expositions, et même le loge régulièrement. Mariette est très sensible à la peinture d’Ensor et peut-être même aussi au charme du jeune homme. James Ensor s'inspire de cette famille et de leur environnement pour ses œuvres, par exemple avec Le jardin des Rousseau en 1885 ou Le Désespoir de Pierrot en 1892 (Ernest-Joseph est en Pierrot et son père est à ses côtés). Mariette apparaît dans plusieurs œuvres dont, notamment, un dessin à la craie noire de 1889 intitulé Mariette Rousseau au microscope, ses tableaux intitulés Les Bains à Ostende (1890) et Mr. et Mme Rousseau parlant avec Sophie Yoteko (1892), et sur une eau-forte où l'artiste a transposé une photo de 1888 où tous les deux sont présents : la dame est devenue une libellule courtisée par un scarabée ayant les traits du peintre...

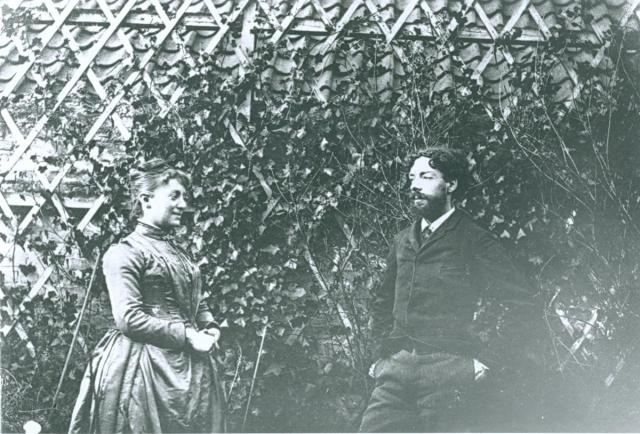
Mariette et le peintre James Ensor vers 1888.
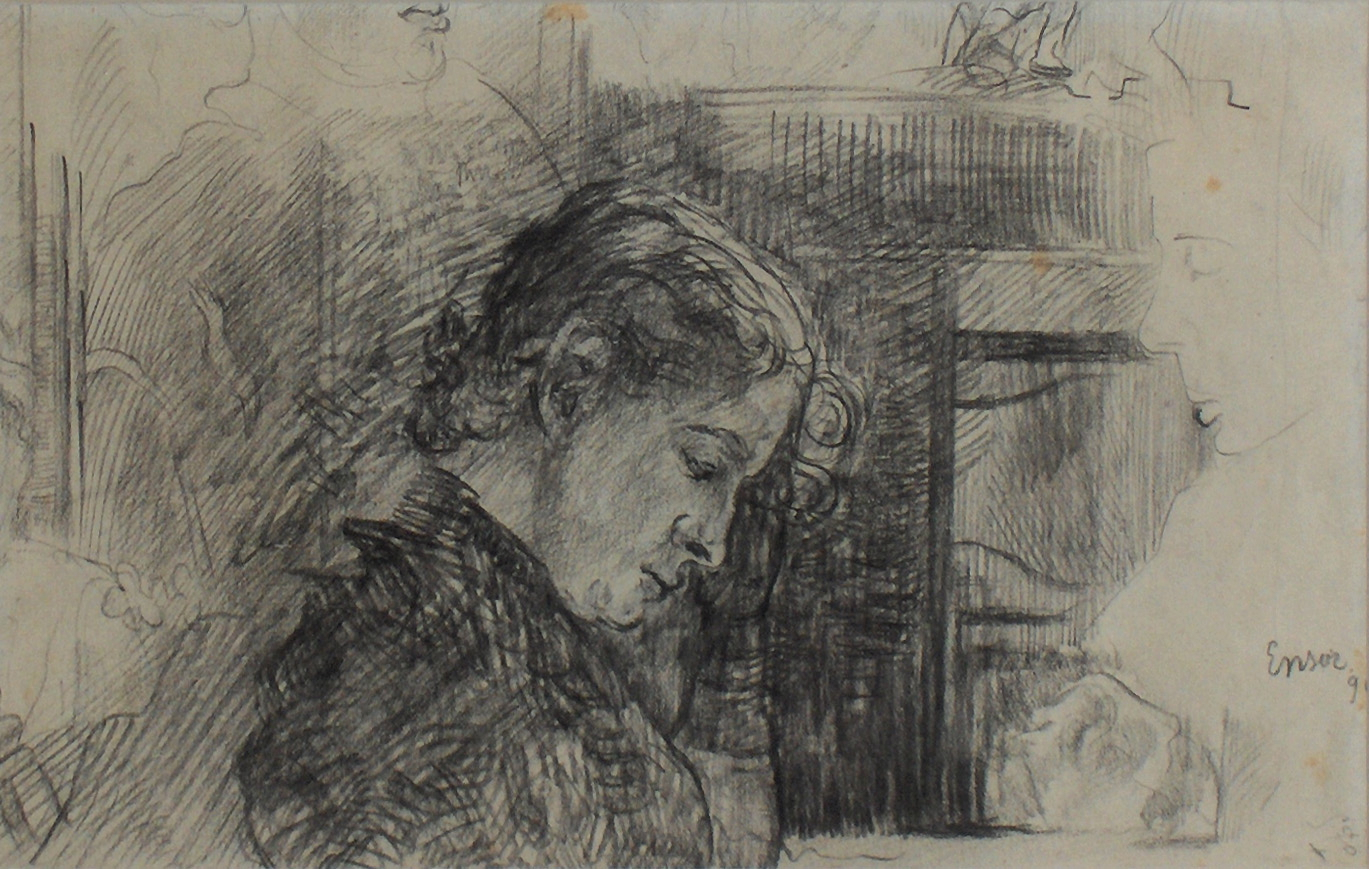
Mariette par James Ensor (1885).
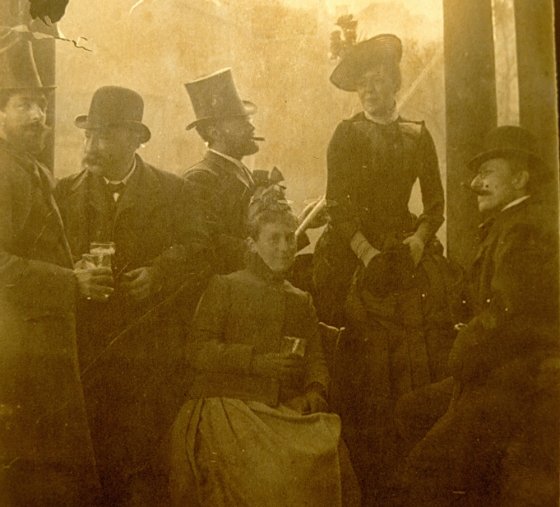
Mariette (assise en hauteur) entourée d'Ensor, de son mari et de Willy Finch.
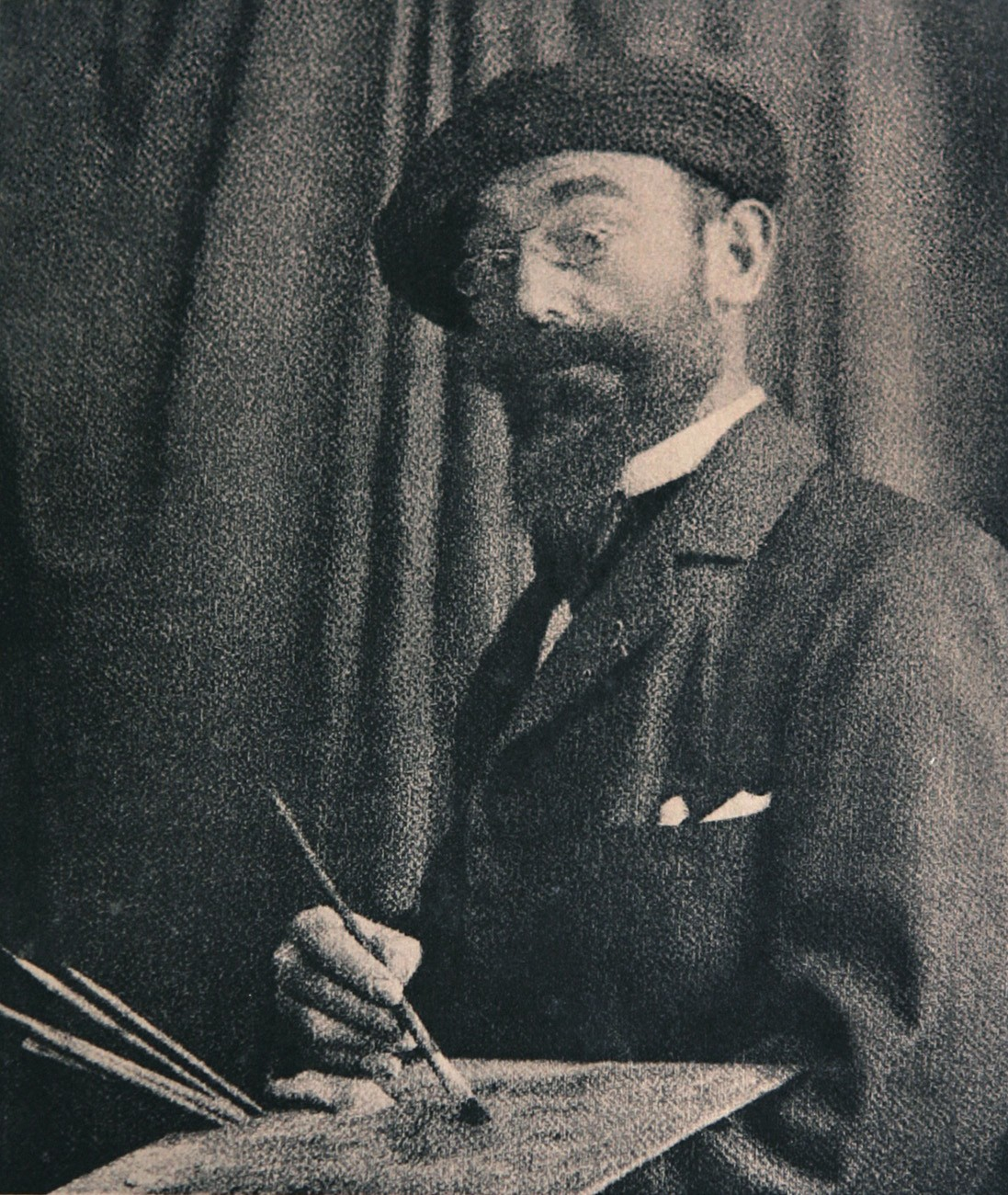
Son frère, Théo Hannon.
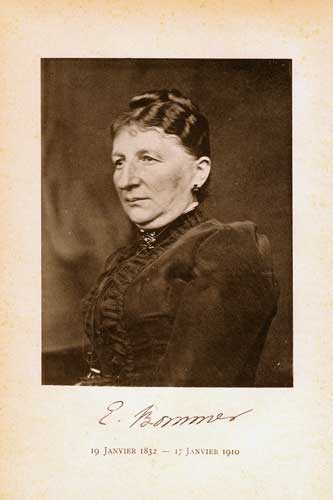
Son amie Elisa Bommer.
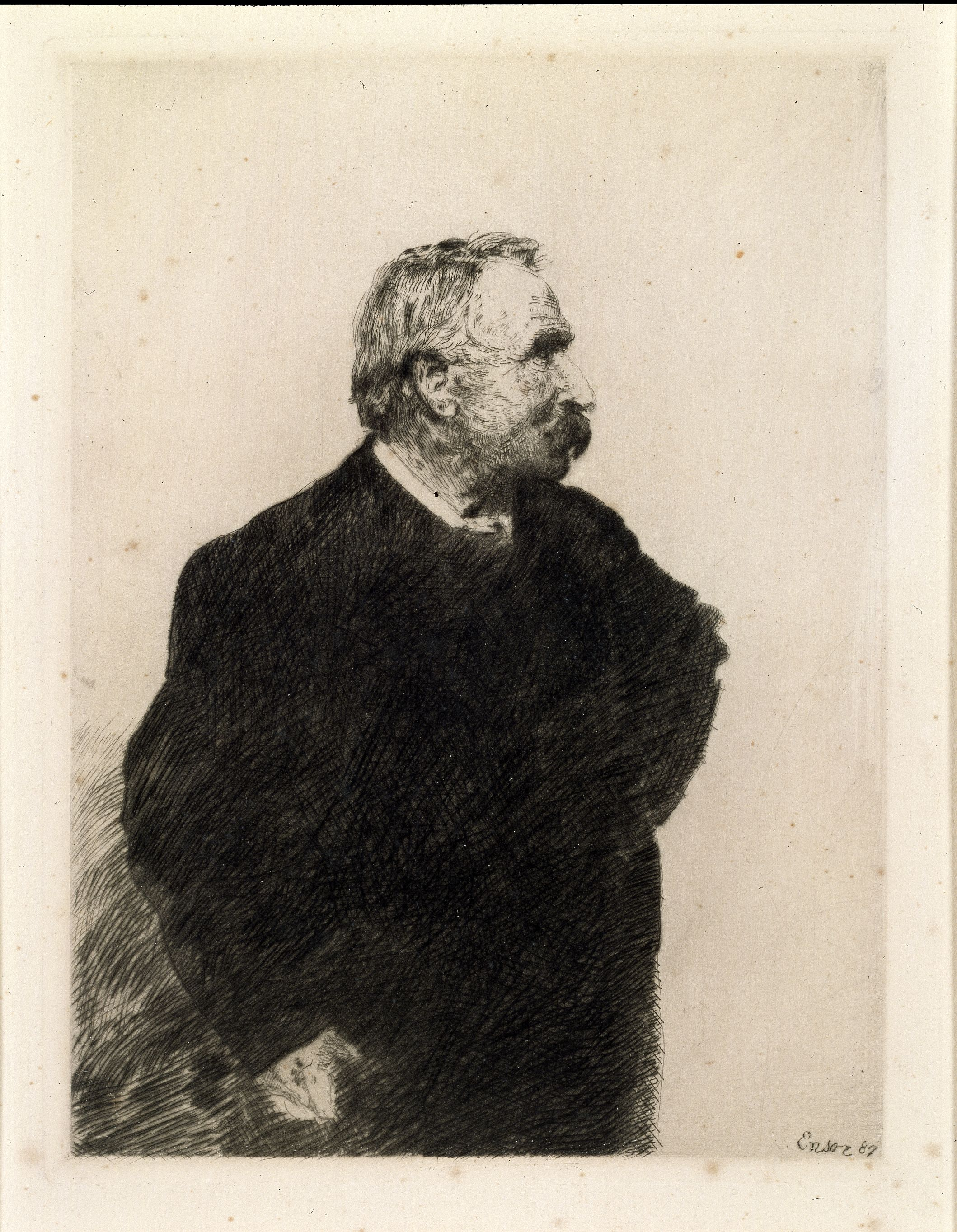
Ernest Rousseau par James Ensor.

À partir de 1873, le couple Rousseau devient très proche du couple Bommer : Jean-Edouard (1829-1895) est professeur de botanique à l'ULB et Elisa (1832-1910) passionnée par cette discipline, tout comme la jeune Mariette. Sur les conseils du professeur Bommer, les deux femmes vont s'intéresser à une discipline encore peu développée en Belgique : la mycologie. À partir de 1879, elles publient, toujours en collaboration, les résultats de leurs recherches sur les champignons locaux, incluant la détermination de nouvelles espèces. Devenues des mycologues réputées, Mariette Rousseau et Elisa Bommer sont invitées à étudier la collection de champignons du Costa-Rica constituée par Henri Pittier et comportant plusieurs espèces indéterminées. Puis, elles sont chargées de l'étude des champignons récoltés par l'Expédition antarctique belge entre 1897 et 1899. Le résultat de leurs travaux est édité en 1905.
Lorsque l'épouse de son fils décède prématurément en 1901, Mariette prend en charge l'éducation de ses deux petites filles, Marguerite (née en 1898) et Jeanne (née en 1900). Et, lorsqu'en 1904, son fils est atteint d'une maladie des yeux l'obligeant à vivre dans l'obscurité, elle le soutient et le réconforte en lui jouant de la musique. Contre tout pronostic, Ernest-Joseph guérit et Mariette encourage alors son fils à arrêter la médecine et à se consacrer uniquement à sa passion, la zoologie.

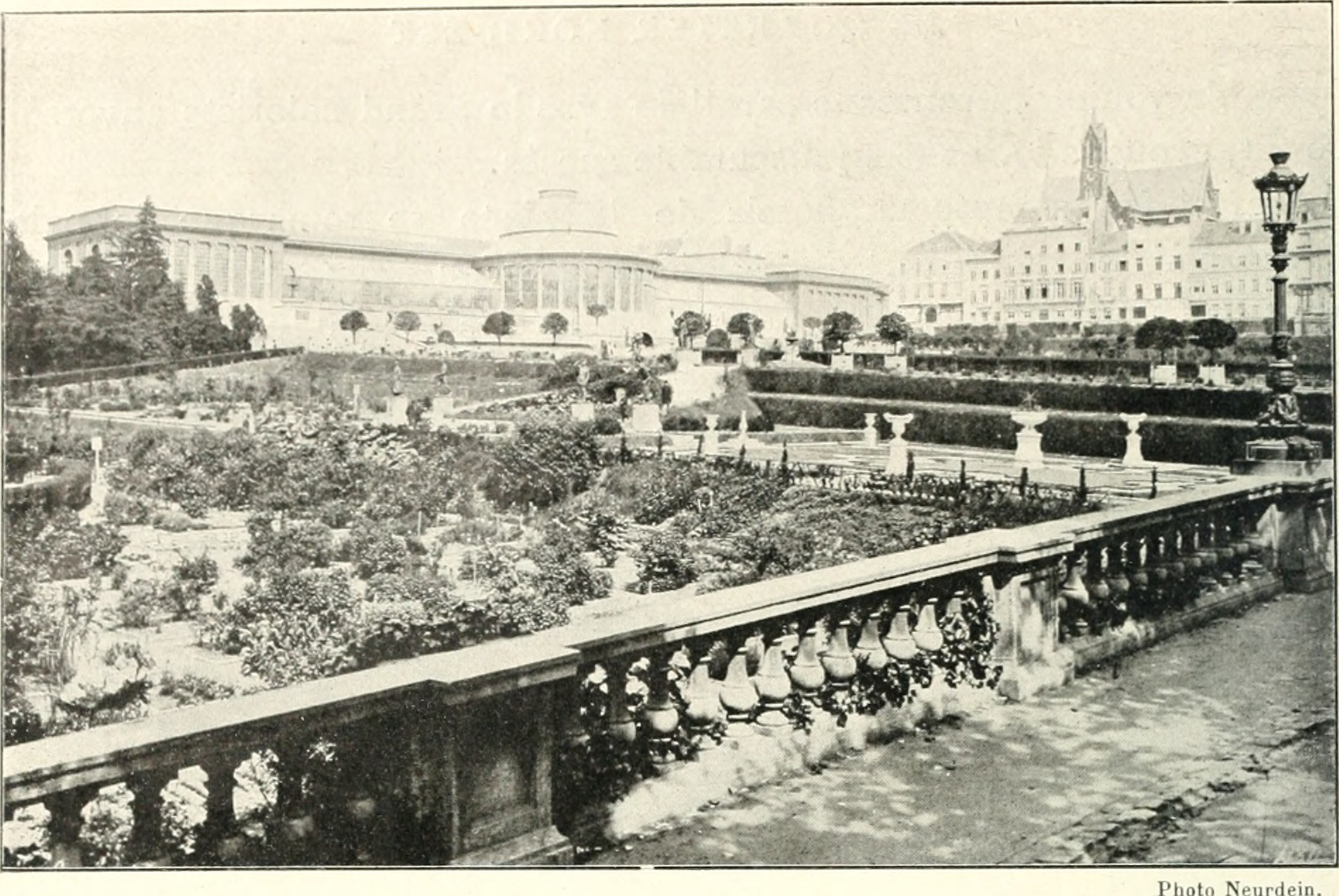
Le Jardin botanique de l'Etat (1910).

En 1908, afin de gérer la classification des collections mycologiques, Mariette est engagée comme collaboratrice par le Jardin botanique de l'Etat. Cette même année 1908, elle perd son mari qui meurt à 77 ans d'une congestion à Paris, dans le fiacre qui l'emmène prendre un train à destination du Midi. En 1920, elle enterre son fils, âgé de 48 ans seulement.
Mariette Rousseau décède le 14 janvier 1926 à Ixelles. Son herbier mycologique ainsi que celui d'Elisa Bommer sont déposés au Jardin botanique national de Belgique.
Elise Bommer et Mariette Rousseau ont décrit, seules ou avec d'autres mycologues, plus de 200 nouveaux taxons fongiques, dont les genres Chitonospora, Pteromyces et Trichosphaerella .

## Hommages
En 1924, Mariette Rousseau est décorée de l'Ordre de Léopold.
Son nom est immortalisé dans le genre fongique Roussoëlla, nom donné, en 1888, par le mycologue italien Pier Andrea Saccardo qui faisait partie du cercle d'amis des Rousseau. Deux espèces lui sont également dédiées : Nectria rousseauana (Sacc. & Roum., 1883) et Fabraea rousseauana (Sacc. & E. Bommer, 1886). En 1965, l'œuvre scientifique de cette mycologue est commémorée dans le genre Roussoëllopsis,.

## Publications
Mariette Rousseau mena ses recherches mycologiques conjointement avec Elisa Bommer. Leurs travaux firent notamment l'objet d'une série de monographies publiées dans le Bulletin de la Société Royale de Botanique de Belgique.
- Elisa Bommer et Mariette Rousseau, « Catalogue des champignons observés aux environs de Bruxelles », Bulletin de la Société royale de Botanique de Belgique, vol. 18,‎ 1879, p. 61-221 (lire en ligne)
- Elisa Bommer et Mariette Rousseau, « Florule mycologique des environs de Bruxelles », Bulletin de la Société royale de Botanique de Belgique, vol. 23,‎ 1884, p. 15-365 (lire en ligne)
- Elisa Bommer, Mariette Rousseau, Florule mycologique des environs de Bruxelles: Champignons coprophiles de la Belgique; Pyrenomycetes coprophiles nouveaux pour la flore belge, Gand, 1884.
- Elisa Bommer et Mariette Rousseau, « Contributions à la flore mycologique de Belgique », Bulletin de la Société royale de Botanique de Belgique, vol. 25,‎ 1886, p. 163-187 (lire en ligne)
- Elisa Bommer et Mariette Rousseau, « Contributions à la flore mycologique de Belgique », Bulletin de la Société royale de Botanique de Belgique, vol. 29,‎ 1890, p. 205-303 (lire en ligne)
- Elisa Bommer et Mariette Rousseau, « Fungi belgici », Annales Mycologici, vol. 3, no 6,‎ 1905, p. 507-510
- Elisa Bommer et Mariette Rousseau, « Champignons », dans Expédition antarctique belge : résultats du voyage du S. Y. Belgica en 1897-1899 sous le commandement de A. de Gerlache de Gomery, rapports scientifiques publiés aux frais du gouvernements belge, Anvers, 1905

Citons également la nécrologie qu'elle fit de sa collègue et amie :
- « Nécrologie : Madame J. E. Bommer, née Elisa Destrée », Bulletin de la Société royale de Botanique de Belgique, vol. 47,‎ 1910, p. 256-261 (lire en ligne)